# Etmopterus viator
Etmopterus viator (лат.) — недавно открытый и малоизученный вид рода чёрных колючих акул семейства лат. Etmopteridae отряда катранообразных. Распространён в Южном океане на глубине до 1400 м. Максимальный зарегистрированный размер 57,7 см. Тело коренастое, веретенообразное. У основания обоих спинных плавников имеются шипы. Анальный плавник отсутствует.

## Таксономия
Впервые вид был описан в 2011 году. Голотип представлял собой беременную самку длиной 52,5 см, пойманную в октябре 2006 года на ярус на плато Кергелен (Южный Индийский океан) (49°39’29" ю. ш. и 72°45’0" з. д.) на глубине 1023—1111 м. Паратипы: самка длиной 57,7 см, пойманная там же и тогда же, самка длиной 51,7 см, пойманная с помощью яруса в январе 2007 года там же (46°49’03" ю. ш. и 70°32’32" з. д.) на глубине 1091—1288 м; самка длиной 35 см, пойманная там же на глубине 807—1038 м; беременная самка длиной 54,5 см, пойманная там же на глубине 952—926 м; самец длиной 39,1 пойманный там же на глубине 1509—1600 м; самец длиной 36,2 см, пойманный там же на глубине 834—1052 м; самец длиной 35,7 см, пойманный на северо-центральном склоне поднятия Чатема, Новая Зеландия, Тихий океан, на глубине 1573—1610 м; самки длиной 40, 34 и 29,6 см и самец длиной 37,8 см, пойманные там же. Видовое название происходит от слова лат. viator — «путешественник» и объясняется тем, что ареал этих акул довольно обширен и их находили в географически удалённых друг от друга местах.

## Ареал
Etmopterus viator обитают в Южном океане: в северной части Кергеленского плато, а также в области подводного хребта Маккуори (Тихий океан). Гипотетически они распространены по всему Южному океану. Эти акулы встречаются на глубине от 830 до 1400 м.

## Описание
Максимальный зарегистрированный размер самцов и самок составляет 39,1 и 57,7 см соответственно. У основания спинных плавников имеются шипы. Анальный плавник отсутствует. Позади глаз имеются брызгальца. Тело коренастое, веретенообразное, количество позвонков 75—84. Хвостовой стебель короткий (0,1 % от общей длины). Расстояние между спинными плавниками довольно существенное (0,17—0,24 % от общей длины). Дистанция между кончиком рыла и шипом у основания первого спинного плавника очень велика (0,0,36—0,43 % от общей длины). Голова длинная (0,21—0,26 % от общей длины)) и широкая (0,1—0,15 % от общей длины). Рыло короткое (0,4—0,46 от длины головы) и широкое (0,34—0,38 % от длины головы). Расстояние между глазами небольшое (0,26—0,36 % от длины головы). Крупные овальные глаза (0,19—0,26 % от длины головы) у пойманных недавно особей отсвечивают зелёным светом. Широкий рот изогнут в виде арки (0,11—0,43 % от длины головы). Крупные ноздри (0,11—0,15 % от длины головы) сильно скошены. Края жаберных щелей окрашены в белый цвет. Грудные плавники небольшие и закруглённые (внутренний край составляет 0,04—0,06 % от общей длины), основания плавников короткие (0,03—0,06 % от общей длины). Спинные плавники плотно покрыты плакоидной чешуёй. Второй спинной плавник (высота составляет 0,1—0,15 % от общей длины) намного больше первого (высота 0,03—0,15 % от общей длины). Основание первого спинного плавника начинается существенно позади оснований грудных плавников, тогда как основание второго спинного плавника расположено сразу позади брюшных плавников. Крупный гетероцеркальный хвостовой плавник имеет удлинённую верхнюю лопасть и маловыраженную нижнюю лопасть, покрытые плакоидной чешуёй.

## Взаимодействие с человеком
Вид не имеет коммерческой ценности. В качестве прилова может попадать в глубоководные коммерческие ярусы. Международный союз охраны природы еще не оценил статус сохранности данного вида.